# Pavlos Koundouriotis
Pavlos Koundouriotis (Grieks: Παύλος Κουντουριώτης) (Hydra, 9 april 1855 - Athene, 22 augustus 1935), was een Grieks admiraal en politicus.
Koundouriotis speelde een belangrijke rol bij de instandhouding van de onafhankelijkheid van de klooster-staat Athos, toen hij als kapitein van het vlaggenschip Averof druk uitoefende op de Turken om de soevereiniteit van de staat te erkennen.
Tijdens de Eerste Wereldoorlog was Koundouriotis op de hand van de Entente-mogendheden. In 1916 kwam er een driemanschap aan de macht bestaande uit admiraal Koundouriotis, Eleftherios Venizelos en generaal Panagiotis Danglis aan de macht. Zij kwamen in conflict met de pro-Duitse koning Constantijn I van Griekenland, die uiteindelijk in 1917 moest aftreden ten gunste van zijn zoon Alexander. Het driemanschap zorgde ervoor dat Griekenland aan de zijde van de Entente meedeed aan strijd.
Na het overlijden van koning Alexander in 1920, trad Koundouriotis enige tijd op als regent, totdat Constantijn I een paar maanden later weer koning werd. De Griekse nederlaag in Grieks-Turkse Oorlog, leidde in 1922 tot Constantijns val, mede door de pressie van militairen als Koundouriotis.
In 1923 dwongen de militairen koning George II tot aftreden en werd Koundouriotis opnieuw regent (1923-1924). In 1924 werd hij staatshoofd van Griekenland en van 1925 tot 1926 was hij president van de tweede republiek. In maart 1926 werd hij door generaal Theodoros Pangalos afgezet. In augustus 1926 pleegde generaal Georgios Kondylis een staatsgreep en herstelde Koundouriotis in zijn vroegere functie. In 1927 vond er een mislukte aanslag plaats op zijn leven. In 1929 trad Koundouriotis af.
Koundouriotis overleed zes jaar later in 1935.
Bij de Griekse marine zijn verschillende schepen vernoemd naar Koundouriotis, zoals de HS Kountouriotis uit 1933 en de HS Kountouriotis uit 2003.
- Bibliothèque nationale de France: cb161862255 (data)
- Gemeinsame Normdatei: 119376202
- International Standard Name Identifier: 0000 0003 6635 156X
- Library of Congress Control Number: no2012026685
- Système universitaire de documentation: 253813638
- Virtual International Authority File: 232045743
- WorldCat: E39PBJhRDQwfFxwQ8gydFjWRrq